# Amphicyclotulus dominicensis
Espèce
Amphicyclotulus dominicensis est une espèce d'escargot operculé de la famille des Neocyclotidae, endémique de l'île de la Dominique, dans les Petites Antilles.
La localité-type est Long Ditton, paroisse de St George, sur le versant caraïbe de l'île. L'holotype est préservé au Muséum national des Etats-Unis d'Amérique, enregistré sous le numéro de catalogue 535 857.

## Description
Amphicyclotulus domincensis a une coquille hélicoïde à ombilic ouvert, représentant environ un cinquième du plus grand diamètre du dernier tour. La coquille est de couleur jaunâtre à l'exception de la partie embryonnaire, rouge. La surface extérieure est ornée de cordons spiraux fins et marqués, régulièrement espacés, couvrant aussi bien la face supérieure que la face inférieure.

Amphicyclotulus dominicensis est une espèce de petite taille dans le genre Amphicyclotulus, avec un plus grand diamètre du type de 8 mm pour une hauteur de 5,5 mm.

## Distribution

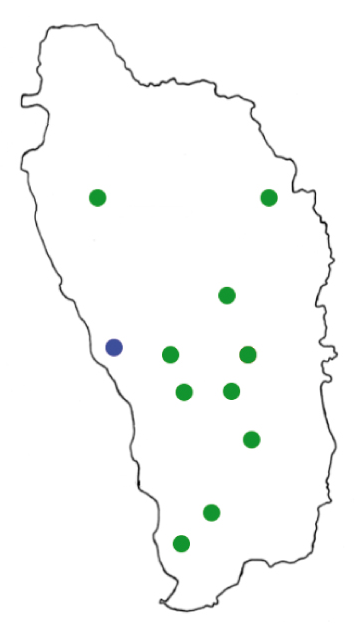

L'espèce est endémique de l'île de la Dominique, où elle est présente dans les secteurs de basse altitude, aussi bien sur les versant ouest qu'est de l'île.

## Publication originale
- de la Torre, Bartsch & Morrison, 1942 : The cyclophorid operculate land mollusks of America. United States National Museum Bulletin, no 181, p. 1-306 (texte intégral).